# Emplastus haueri
Emplastus haueri  (лат.) — ископаемый вид мелких муравьёв рода Emplastus из подсемейства Dolichoderinae. Найден в миоценовых отпечатках Европы (Хорватия, Радобой, Grätz Collection, бурдигальский ярус, возраст от 16 до 20 млн лет).

## Описание
Среднего размера долиходериновые муравьи, длина тела 5,8 мм (голова — 1 мм, брюшко — 2,8 мм). Длина переднего крыла 5,4 мм. Стебелёк между грудкой и брюшком состоит из одного членика петиоля. От других видов отличается более вытянутой мезосомой.
Впервые был описан в 1867 году австрийским мирмекологами профессором Густавом Майром под первоначальным названием Hypoclinea haueri Mayr, 1867 вместе с такими новыми таксонами как Emplastus antiquus и Lonchomyrmex. Ранее включался в состав родов Hypoclinea и Iridomyrmex. После ревизии 2014 года, проведённой российскими мирмекологами профессором Геннадием Михайловичем Длусским и Татьяной С. Путятиной (МГУ, Москва), включён в состав рода Emplastus Donisthorpe, 1920 вместе с видами E. antiquus, E. britannicus, E. dubius, E. gurnetensis, E. hypolithus, E. kozlovi, E. miocenicus, E. ocellus.